# Щелконогов, Иван Васильевич
Иван Васильевич Щелкогонов (19 мая 1937, Походилова, Челябинская область — 24 февраля 2022, Каменск-Уральский, Свердловская область) — передовик производства, фрезеровщик производственного объединения «Октябрь» Министерства радиопромышленности СССР, гор. Каменск-Уральский Свердловской области. Герой Социалистического Труда (1974).

## Биография
Родился в 1937 году в крестьянской семье в селе Походилова Свердловской области. После окончания в 1951 году ПТУ № 1 в Свердловске трудился фрезеровщиком. Проходил срочную службу в Советской Армии. С 1960 по 1993 год — фрезеровщик Каменск-Уральского радиозавода. Достиг высокой рабочей квалификации, получив 6 разряд фрезеровщика. Внёс несколько рационализаторских предложений на фрезеровочном станке, в результате чего значительно повысилась производительность труда.Ежедневно выполнял производственные задания на 160—180 %. За высокое качество выпускаемой продукции в 1967 году получил личное клеймо.
Досрочно выполнил производственные задания Девятой пятилетки (1971—1975) и личные социалистические обязательства. Указом Президиума Верховного Совета СССР от 16 января 1974 года за выдающиеся успехи в выполнении и перевыполнении планов 1973 года и принятых социалистических обязательств удостоен звания Героя Социалистического Труда с вручением ордена Ленина и золотой медали «Серп и Молот».
После выхода на пенсию в 1993 году проживал в Каменске-Уральском.

## Награды
- Орден Ленина
- Орден Трудового Красного Знамени (23.09.1969)